# Rüstem Bajá
Rüstem Paşa Opuković (en turco: [ɾysˈtem paˈʃa]; Turco otomano: رستم پاشا; Croata: Rustem-Pašha Opuković (Skradin, c.1500 — Estambul, 10 de julio de 1561) fue un político otomano que ejerció como gran visir del imperio otomano entre (1544–1553) y en un segundo periodo entre (1555–1561), durante el reinado del sultán Solimán el Magnífico.
Rüstem Paşa es también conocido como Damat Rüstem Pasha (el epíteto damat significa "yerno" para la dinastía otomana) porque su matrimonio fue con la hija del sultán, Mihrimah Sultan. Se dice que tanto él como Hürrem Sultan estuvieron implicados en las intrigas que provocaron el asesinato del hijo del sultán, Şehzade Mustafá por orden de su padre.
Como gran visir, reunió una considerable riqueza, de la cual una buena parte la gastó en la construcción de edificios públicos, mezquitas, y fundaciones de caridad. Al momento de su fallecimiento, sus propiedades personales incluían 815 terrenos en Rumelia y Anatolia, 476 molinos, 1700 esclavos, 2900 caballos de guerra, 1106 camellos, 800 coranes, etc.
La mezquita de Rüstem Paşa (en turco: Rüstem Paşha Camii) fue construida en su honor, en el barrio de Fatih, actual Estambul, diseñada por el arquitecto imperial otomano, Mimar Sinan entre 1561 y 1563.